# Joaquin Baños Pillco
Joaquín Baños Pillco es un Estudiante y fue Joven Embajador. Durante el Gobierno de Daniel Noboa en el Programa: Jóvenes Embajadores donde fue seleccionado para la cohorte 2024, dicho programa es financiado por el Departamento de Estado de los Estados Unidos e implementado en Ecuador por la Embajada de los Estados Unidos en Ecuador y Plan International.

## Biografía
Nació en octubre de 2008 en Guayaquil, provincia del Guayas. Realiza sus estudios secundarios en la emblemática Unidad Educativa Fiscal Guayaquil en Ecuador, donde cursa el último año de Bachiller en Informática para el 2026. También es Director Ejecutivo de la primera organización de menores de edad en Ecuador en realizar misiones por una educación de calidad La Sociedad Internacional de Jóvenes Intelectuales, fundada en 2022.

### Vida profesional
En 2023 se desempeñó como voluntario para el Movimiento de la Cruz Roja Ecuatoriana. Ese mismo año, y hasta 2024, fue Analista Independiente en Datos Educativos publicados por el Ministerio de Educación y después fue Miembro de Una Generación + de Unicef desde abril de 2024.  Y su último rol social en el Ecuador fue asignado para liderar el Primer Modelo de las Naciones Unidas en el Sistema Educativo Fiscal del Ecuador.
En 2024 pasó a formar parte de la Red de Alumnis del Departamento de Estado de los Estados Unidos en Ecuador como parte de su selección en el Programa: Jóvenes Embajadores.
Joven Embajador
El 7 de Mayo de 2024 fue nombrado Joven Embajador por las organizaciones implementadoras. El Departamento de Estado de los Estados Unidos y reconocido por la Ministra de Educación Alegría Crespo. Aceptó el rol el 20 de mayo de 2024, día en el que las actividades formativas del programa iniciaron, y se mantuvo hasta el último día del periodo en 2024, graduándose y recibiendo su certificado de Joven Embajador exitoso.
El Primer Modelo de las Naciones Unidas en el Sistema Educativo Fiscal del Ecuador
El 13 de diciembre de 2024 se convirtió en Estudiante de la Unidad Educativa Fiscal Guayaquil, junto a un equipo de jóvenes seleccionados por el para la implementacion de la ambiciosa iniciativa de ejecutar el Primer Modelo de las Naciones Unidas en el Sistema Educativo Fiscal del Ecuador. En representación de la Sociedad Internacional de Jóvenes Intelectuales. Iniciativa que recibe el respaldo de la Empresa Privada y Movimientos Juveniles del Ecuador. 